# Streblocera hei
Streblocera hei är en stekelart som beskrevs av You och Xiao 1993. Streblocera hei ingår i släktet Streblocera och familjen bracksteklar. Inga underarter finns listade i Catalogue of Life.